# Виљанди
Виљанди (ест. Viljandi, рус. Вильянди) је шести по величини град у Естонији, у њеном јужном делу. Град је и највећи град и управно средиште истоименог округа Виљанди.

## Географија
Виљанди налази у јужном делу Естоније. Град је удаљен 160 km јужно од главног града Талина.
Рељеф: Град Виљанди је смештен у валовитом подручју јужне Естоније, на приближно 88 метара надморске висине. Град се налази на омањем језеру истоменог назива - Виљанди језеро, које је ледничког порекла.
Клима: У Виљандију влада континентална клима.
Воде: Виљанди се образовао око истоименог Виљанди језера, које окружује са његове северне стране.

## Историја
Град Виљанди се први пут историјски спомиње 1283. године током немачке управе над овим подручјем. У следећим вековима град се налази прво у рукама Ханзе, а потом и Швеђана и Руса.
1919. године Виљанди је постао део независне Естоније, да би 1940. године био прикључен СССР-у у оквиру Естонске републике. Када се Естонија поново осамосталила 1991. година град се поново нашао у њеним границама.

## Становништво
Виљанди данас има око 20.000 становника. Последњих деценија град губи становништво.
Огромна већина градског становништва су етнички Естонци, а естонски језик је претежан у граду.

## Знаменитости
Град Виљанди је у држави познат као седиште естонске народне традиције, нарочито изворне естонске музике. Сваког лета у Виљандију се одржава чувени фолк фестивал.

## Галерија
- Језеро Виљанди и остаци Виљандског замка
- Лутеранска Црква св. Јована
- Стари водоторањ
- чувени фолк фестивал у Виљандију

## Партнерски градови
- Валмијера
- Плунге
- Аренсбург
- Eslöv Municipality
- Порво